# Ron Klein

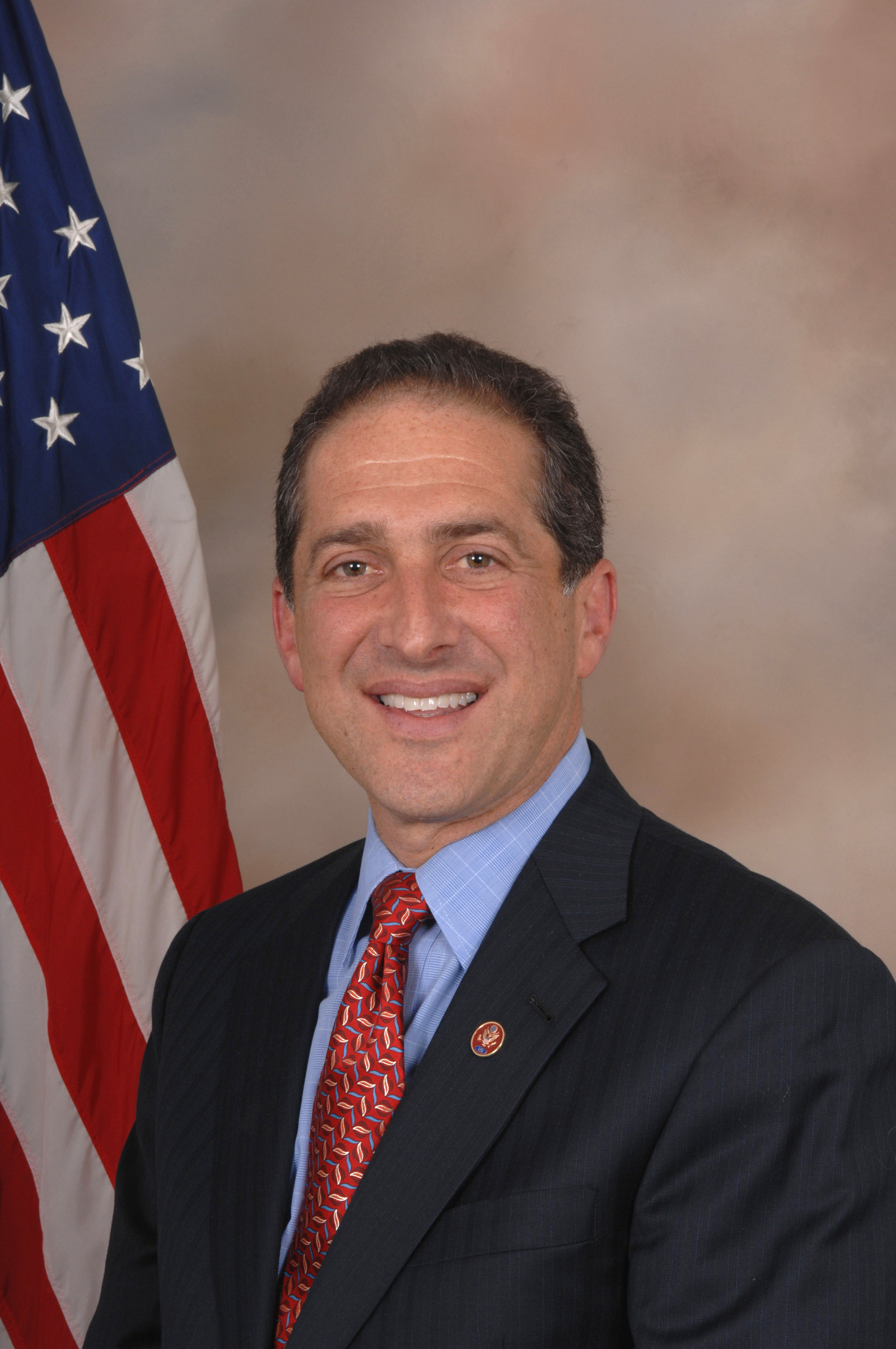
Ron Klein (2007)

Ronald Jason „Ron“ Klein (* 10. Juli 1957 in Cleveland, Ohio) ist ein US-amerikanischer Politiker. Zwischen 2007 und 2011 vertrat er den Bundesstaat Florida im US-Repräsentantenhaus.

## Werdegang
Ron Klein besuchte bis 1975 die Cleveland Heights High School und studierte danach bis 1979 an der Ohio State University in Columbus. Nach einem anschließenden Jurastudium an der Case Western Reserve University in Cleveland und seiner im Jahr 1982 erfolgten Zulassung als Rechtsanwalt begann er in Boca Raton in seinem neuen Beruf zu arbeiten. Dort wurde er Direktor in einer Anwaltskanzlei. Gleichzeitig schlug er als Mitglied der Demokratischen Partei eine politische Laufbahn ein. Zwischen 1992 und 1996 war er Abgeordneter im Repräsentantenhaus von Florida; von 1996 bis 2006 gehörte er dem Staatssenat an.
Bei den Kongresswahlen des Jahres 2006 wurde Klein im 22. Wahlbezirk von Florida in das US-Repräsentantenhaus in Washington, D.C. gewählt, wo er am 3. Januar 2007 die Nachfolge von E. Clay Shaw antrat. Nach einer Wiederwahl im Jahr 2008 konnte er bis zum 3. Januar 2011 zwei  Legislaturperioden im Kongress absolvieren. Bei den Kongresswahlen 2010 unterlag er dem Republikaner Allen West, den er zwei Jahre zuvor noch besiegt hatte, mit 46:54 Prozent der Stimmen. Klein war Mitglied im Finanzausschuss und im Auswärtigen Ausschuss sowie in insgesamt fünf Unterausschüssen.
Ron Klein ist mit Dori Dragin verheiratet. Privat lebt die Familie in Boca Raton.